# Montépilloy
Montépilloy település Franciaországban, Oise megyében. Lakosainak száma 151 fő (2022. január 1.). Montépilloy Rully, Barbery, Baron, Borest és Fresnoy-le-Luat községekkel határos.

## Népesség
A település népességének változása:
| Lakosok száma | 162  | 153  | 154  | 138  | 140  | 137  | 136  | 144  | 151  |
|               | 2013 | 2015 | 2016 | 2017 | 2018 | 2019 | 2020 | 2021 | 2022 |